# Kamienica przy ulicy Ruskiej 39 we Wrocławiu
Kamienica przy ulicy Ruskiej – murowana, renesansowa z reliktami gotyckimi kamienica stojąca przy ulicy Ruskiej we Wrocławiu.

## Historia kamienicy
Pierwszy kamienny budynek na posesji nr 39 o szerokości 6,7 m, został wzniesiony w średniowieczu na przełomie XIV i XV wieku. Ówczesny budynek był dwutraktowy i posiadał cztery pomieszczenia. Jego relikty znajdują się w piwnicy budynku.
 
W drugiej połowie XVI wieku kamienica została przebudowana. Około 1700 roku szczytowi nadano dwukondygnacyjną formę a jego ścianę frontową ujęto w wolutowe spływy i zakończono trójkątnym tympanonem. W połowie XIX wieku dokonano kolejnych zmian elewacji: wokół okien umieszczono nowe opaski. W 1855 roku wydzielona na parterze pomieszczenia sklepowe, a 1859 roku remontowi poddano wnętrza kamienicy. Kolejne zmiany miały miejsce w 1872, zmieniono wówczas wystrój fasady, w 1898 wymieniono schody, a w 1913 wstawiono nowe witryny.

## Po 1945
Kamienica w dobrym stanie przetrwała działania wojenne w 1945 roku. Wyburzono jedynie boczną oficynę. W latach 1997–2000 budynek wyremontowano według projektu Zdzisława Mieczkowskiego i Andrzeja Pośpiecha, a pomieszczenia zaadaptowano na restaurację "Vincent" i apartamenty.
Obecnie kamienica ma trzy kondygnacje oraz dwukondygnacyjny szczyt o wolutowych spływach i zakończony trójkątnym tympanonem. W trzyosiowej fasadzie, na pierwszym i drugim piętrze umieszczono po trzy prostokątne okna otoczone opaskami i zakończone gzymsowymi nadokiennikami na konsolkach. Trzecią kondygnację oddziela od szczytu wysunięty gzyms. Budynek jest dwuipół traktowy. Pomieszczenia w trakcie tylnym "pokrywa zachowane sklepienie z sieciowym rysunkiem szwów", a wąską sień sklepienie kolebkowe z lunetami. Od podwórza zachował się oryginalny XVI wieczny szczyt. Kamienica jest jedynym przykładem tego typu renesansowego domu mieszczańskiego we Wrocławiu posiadającym środkowy trakt schodowy, tzw. wiatę. Tego typu układ charakterystyczny jest dla architektury Łużyc oraz z Görlitz, Jeleniej Góry, Lubomierza i Lwówka.